# O-19觀察機
Thomas-Morse O-19是一款由托馬斯·莫爾斯飛機公司為美國陸軍航空兵團製造的雙翼觀察機。

## 發展
O-19基於托馬斯·莫爾斯的O-6觀察機。這是一架傳統的雙座雙翼飛機，採用金屬結構，機翼和尾翼表面覆蓋織物。 該設計通過安裝多種不同的發動機進行了評估，最終定名為O-19B。

## 型號
XO-19
XO-6的改進版本，配備R-1340-3發動機，共1架
YO-20
與XO-19類似，配備普惠R-1690-1發動機，共1架
XO-21
與XO-19類似，配備柯蒂斯H-1640-1引擎，共1架，後來改成XO-21A
XO-21A
配備萊特R-1750-1引擎的XO-21
O-19
用於評估的型號，配備R-1340-9發動機，共兩架
O-19A
不含88US Gallon主油箱的O-19 ，共1架
O-19B
量產版，配備R-1340-7引擎、兩挺機槍和改裝後的駕駛艙，共生產70架
O-19C
帶有尾輪、環形罩和細微改動的O-19B，共生產71架
O-19D
一架改裝為具有雙重控制功能的O-19C，作為VIP人員運輸機使用
O-19E
配備加長上翼展機翼和R-1340-15發動機的O-19C，共生產30架
O-21
O-19 配備柯蒂斯H-1640 Chieftain發動機，一架是改裝的而一架是重新建造的，共2架
YO-23
配備一具柯蒂斯V-1570-1 Conqueror發動機的XO-19，共1架
Y1O-33
由一架O-19B改裝而成，配備柯蒂斯V-1570-11發動機並修改了尾翼表面
Y1O-41
一架經過改裝Y1O-33的三輪起落架版本，配備柯蒂斯V-1570-79發動機。後來被團結飛機公司改裝為Model 23並出口到墨西哥
Y1O-42
Y1O-41 的高翼單翼版本，僅靜態測試機身。